# محمد قاسم‌ زاده
محمد قاسم زاده ، ولد في الثامن من يوليو ١٩٥٦ ، هو كاتب وناقد وباحث ايراني من اصل كردي ، وعضو في هيئة التدريس في أكاديمية اللغة الفارسية ، كما حاز على جائزة باولو كويللو الأدبية ، من أهم اعماله : رقص في الظلام ، بائع الأحلام ، في الوقت نفسه ، ذكريات العائلة السرية ، المدينة الثامنة .